# Sphaerosyllis boeroi
Sphaerosyllis boeroi är en ringmaskart som beskrevs av Musco, Çinar och Giangrande 2005. Sphaerosyllis boeroi ingår i släktet Sphaerosyllis och familjen Syllidae. Inga underarter finns listade i Catalogue of Life.